# 다세대주택
다세대주택(多世帶住宅, 영어: Multi-Household House)은 대한민국 주택법 제2조 제3호에 따른 공동주택 중 주택법 시행령 제3조 제1항 제3호에 따라 주택으로 쓰는 1동의 바닥 면적이 660m2 이하이며, 층수가 4층 이하인 주택을 말한다.

## 주택별 법적 요건
| 구분               | 다가구주택  | 다세대주택  | 연립주택    |
| ------------------ | ----------- | ----------- | ----------- |
| 건물종류           | 단독주택    | 공동주택    | 공동주택    |
| 구분소유           | 불가        | 가능        | 가능        |
| 주택으로 쓰는 층수 | 3개 층 이하 | 4개 층 이하 | 4개 층 이하 |
| 주택으로 쓰는 면적 | 660㎡ 이하  | 660㎡ 이하  | 660㎡ 초과  |

## 같이 보기
- 공동주택